# Liophis epinephelus
Liophis epinephelus este o specie de șerpi din genul Liophis, familia Colubridae, descrisă de Edward Drinker Cope în anul 1862.

## Subspecii
Această specie cuprinde următoarele subspecii:
- L. e. albiventris
- L. e. bimaculatus
- L. e. epinephelus
- L. e. fraseri
- L. e. juvenalis
- L. e. kogiorum
- L. e. opisthotaenius
- L. e. pseudocobella

## Galerie

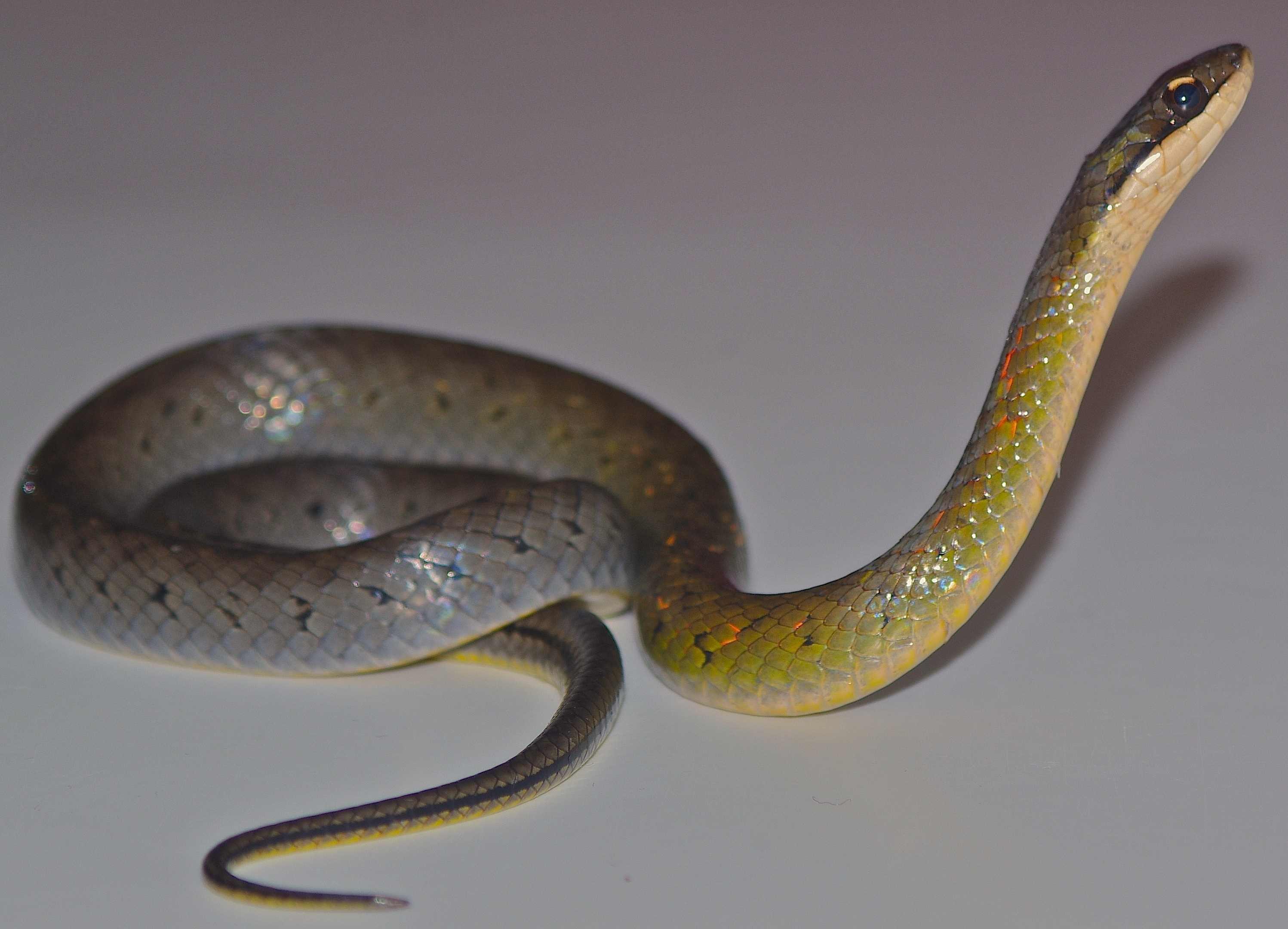